# Wikiwijs
Wikiwijs é um projecto do Ministério da Educação Holandês que visa a criação e desenvolvimento de material educacional, disponível de maneira livre.
Segundo o Ministro da Educação, algumas das características importantes do projecto são:
- É um sistema mais barato do que o plano holandês para tornar os livros de estudo de acesso livre.
- Envolve os professores no desenvolvimento do material didáctico
- Ao haver mais conteúdo livre online, menos professores serão necessários para um determinado número de alunos.